# Boys and Girls (Bryan Ferry)
Boys and Girls è il sesto album di Bryan Ferry, pubblicato nel giugno del 1985. L'album raggiunse il primo posto nel Regno Unito e ottenne un vasto successo internazionale, merito anche del singolo Slave to Love (#10 in UK) inserito fra le canzoni della colonna sonora del film 9 settimane e ½.
L'album reca una dedica al padre, Frederick Charles Ferry, scomparso l'anno precedente l'uscita del disco.

## Tracce
Brani composti da Bryan Ferry, eccetto dove indicato.
Lato A
1. Sensation – 5:07
2. Slave to Love – 4:23
3. Don't Stop the Dance – 4:22 (Bryan Ferry, Rhett Davies)
4. A Waste Land – 1:10
5. Windswept – 4:23

Durata totale: 19:25
Lato B
1. The Chosen One – 4:51
2. Valentine – 3:48
3. Stone Woman – 5:12
4. Boys and Girls – 5:09

Durata totale: 19:00

## Musicisti
(Sulle note interne del disco vengono elencati tutti i musicisti partecipanti alle registrazioni senza che siano specificati gli strumenti che suonano)
- Bryan Ferry - (voce)
- Alfa Anderson
- Jon Carin
- Michelle Cobbs
- Rhett Davies
- Yanick Etienne
- Colleen Fitz-Charles
- Lisa Fitz-Charles
- Simone Fitz-Charles
- Guy Fletcher
- David Gilmour
- Omar Hakim
- Virginia Hewes
- Ednah Holt
- Neil Hubbard
- Neil Jason
- Chester Kamen
- Mark Knopfler
- Tony Levin
- Jimmy Maelen
- Martin McCarrick
- Marcus Miller
- Andy Newmark
- Nile Rodgers
- David Sanborn
- Keith Scott
- Alan Spenner
- Anne Stephenson
- Fonzi Thornton
- Ruby Turner

Note aggiuntive
- Rhett Davies e Bryan Ferry - produttori
- Registrazioni effettuate al Air Studios e Sarm West (Londra), Compass Point (Nassau, New Providence), Effanel (Los Angeles), RPM (New York), The White House (Mount Gibraltar, Sydney)
- Mixato al The Power Station di Londra
- Rhett Davies - ingegnere della registrazione
- Bob Clearmountain - ingegnere della registrazione
- Neil Dorfsman - ingegnere della registrazione
- Femi Jiya - ingegnere della registrazione
- Dominick Maita - ingegnere della registrazione
- Brian McGee - ingegnere della registrazione
- Andy Lydon - ingegnere della registrazione
- Benji Armbrister - assistente ingegnere della registrazione
- Carb - assistente ingegnere della registrazione
- Steve Churchyard - assistente ingegnere della registrazione
- Randy Ezratty - assistente ingegnere della registrazione
- Dave Greenberg - assistente ingegnere della registrazione
- Kevin Killen - assistente ingegnere della registrazione
- Mike Krowiak - assistente ingegnere della registrazione
- Bruce Lampcov - assistente ingegnere della registrazione
- John Levell - assistente ingegnere della registrazione
- Heff Moraes - assistente ingegnere della registrazione
- Peter Revill - assistente ingegnere della registrazione
- Kendall Stubbs - assistente ingegnere della registrazione
- Bob Clearmountain - mixaggio[2]